# Антониу да Силва Праду
Антониу да Силва Праду (23 февраля 1840, Сан-Паулу — 23 апреля 1929, Рио-де-Жанейро) — бразильский адвокат, политик и бизнесмен.

## Биография
Сын Мартинью да Силва Праду и Веридианы Валерии да Силва Праду, членов «кофейной» аристократии Сан-Паулу. Его отец приходился его матери дядей.
В 1861 году окончил юридический факультет Сан-Паулу, изучал право в Париже. Был начальником полиции в Сан-Паулу. Провинциальный депутат Сан-Паулу (1862-1864). Являлся членом Палаты депутатов от Консервативной партии в 1869 и 1872 годах.
В 1878 году был специальным инспектором по вопросам земель и колонизации в провинции Сан-Паулу. Он стал сенатором в 1886 году и членом Государственного Совета Бразилии в 1888 году.
Он был сторонником отмены смертной казни и министром сельского хозяйства в 1885-87 и 1887-88 годах. Будучи одним из основателей «Бразильского иммиграционного общества», являлся сторонником итальянской иммиграции в Бразилию. В период с марта по июнь 1888 году занимал пост министра иностранных дел.
На посту министра сельского хозяйства поощрял строительство железнодорожных линий, участвовал в разработке и подписал вместе с принцессой Изабель т.н. «закон Сарайва-Котежипи», который предусматривал постепенную отмену черного рабства в Бразилии с компенсацией рабовладельцам.
В 1888 году советник Антониу Праду входил в состав кабинета Жуана Алфреду, который разработал проект Золотого закона, отменившего рабство в Бразилии.
В 1899-1911 годах был мэром Сан-Паулу; во время его правления в городе были построены Городской театр, современное здание станции Лус, Пинакотека (художественный музей) штата Сан-Паулу; из-за быстрой индустриализации с упором на текстильную и пищевую отрасли произошёл стремительный рост населения города.
После оставления поста мэра отошёл от политики.
Умер в Рио-де-Жанейро в 1929 году, похоронен на кладбище Консоласан.

## Память
Имя политика носит муниципалитет в штате Риу-Гранди-ду-Сул.